# Helmut-Schmidt-Universität/Universität der Bundeswehr Hamburg

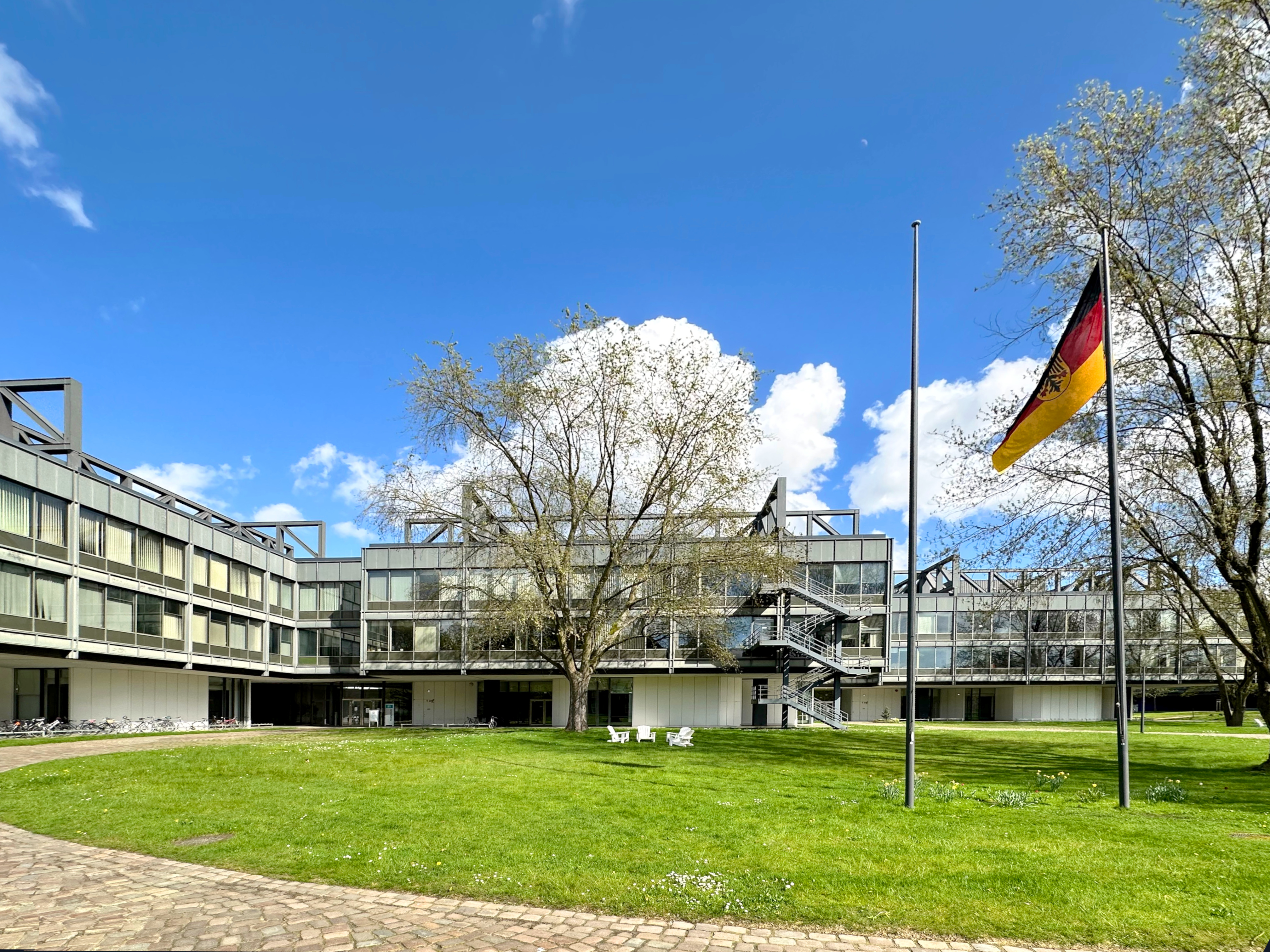
Hauptgebäude der Universität mit Universitätsbibliothek

Internes Verbandsabzeichen der Universität

Die Helmut-Schmidt-Universität/Universität der Bundeswehr Hamburg (HSU/UniBw Hamburg), bis 1985 Hochschule der Bundeswehr Hamburg (HSBw Hamburg), bis Dezember 2003 Universität der Bundeswehr Hamburg (UniBw Hamburg), ist eine von zwei Universitäten der Bundeswehr. Sie wurde im Jahre 1972 auf Bestreben des damaligen Bundesministers der Verteidigung, Helmut Schmidt (SPD), in Hamburg gegründet. Die Bundeswehr nutzt die Universität zur akademischen Ausbildung der Soldaten in der Laufbahn der Offiziere des Truppendienstes. Die Universität ist obere Bundesbehörde und gehört, wie auch die Universität der Bundeswehr München, zum zivilen Organisationsbereich Personal und zum Geschäftsbereich des Bundesministeriums der Verteidigung. Im Ministerium liegt die Zuständigkeit im Referat P I 5.

## Zulassungsvoraussetzungen
Die Universität steht im Allgemeinen ausschließlich Offizieren und Offizieranwärtern der Bundeswehr zur Verfügung. Jedoch gibt es seit Aufnahme des Lehrbetriebs Kooperationsabkommen mit befreundeten Staaten, aufgrund derer einige ausgewählte Offiziere aus diesen Staaten an der Universität studieren.
Der Studiengang „Rechtswissenschaft für die öffentliche Verwaltung“ an der Universität der Bundeswehr Hamburg ist eine weitere Möglichkeit für einen Einstieg in den gehobenen nichttechnischen Verwaltungsdienst oder eine vergleichbare Tätigkeit als Tarifbeschäftigter auf der gehobenen Funktionsebene.
Seit 2002 ist eine geringe Anzahl ziviler Studenten an der Universität eingeschrieben. Voraussetzung für ein Studium als Zivilist an der Helmut-Schmidt-Universität/Universität der Bundeswehr Hamburg ist ein gesichertes Einkommen. Die Ausbildungskosten betragen momentan 9.150 Euro (Geisteswissenschaften), 13.700 Euro (Wirtschaftswissenschaften) oder 10.650 Euro (Ingenieurwissenschaften) pro Studienjahr.

## Abschlüsse
An der HSU/UniBw Hamburg erworbene akademische Grade und Titel entsprechen denen anderer staatlicher Hochschulen und werden wie diese anerkannt, da das Studium nach den Vorgaben des Hamburger Hochschulgesetzes stattfindet. Die Universität besitzt das Habilitations- und Promotionsrecht.

## Fakultäten und Studiengänge
An der Helmut-Schmidt-Universität/Universität der Bundeswehr Hamburg gibt es, neben der an allen Universitäten üblichen Unterteilung zwischen den Bereichen Lehre und Verwaltung, noch eine weitere Gliederungsform.
Dies wird durch die Doppelfunktion als Ausbildungsstätte und militärische Dienststelle der Studenten bedingt.
| Präsident            | Präsident            | Präsident            | Präsident     | Präsident     | Präsident     | Präsident     | Präsident                  | Präsident                  | Präsident                  |
| Vizepräsident        | Vizepräsident        | Vizepräsident        | Vizepräsident | Vizepräsident | Vizepräsident | Vizepräsident | Vizepräsident              | Vizepräsident              | Vizepräsident              |
| -------------------- | -------------------- | -------------------- | ------------- | ------------- | ------------- | ------------- | -------------------------- | -------------------------- | -------------------------- |
| Kanzler              | Kanzler              | Kanzler              | Fakultäten    | Fakultäten    | Fakultäten    | Fakultäten    | Leiter Studierendenbereich | Leiter Studierendenbereich | Leiter Studierendenbereich |
| Verwaltung Dezernate | Verwaltung Dezernate | Verwaltung Dezernate | ET            | MB            | GeiSo         | WiSo          | SFB A                      | SFB B                      | SFB C                      |

Grobes Schema der Verwaltungs- und Führungsstruktur

### Akademischer Bereich
Der akademische Bereich nimmt die Aufgaben Lehre und Forschung wahr, hierzu wurden vier Fakultäten eingerichtet. Die Anzahl der Fakultätsinstitute ist so bemessen, dass die akademische Lehre in Kleingruppen ein Intensivstudium ermöglicht.
- Fakultät für Elektrotechnik 12 Professuren
  - Elektrotechnik
  - Anteile Wirtschaftsingenieurwesen
- Fakultät für Maschinenbau und Bauingenieurwesen 7 Institute, 18 Professuren
  - Maschinenbau
  - Anteile Wirtschaftsingenieurwesen
  - Bauingenieurwesen
- Fakultät für Geistes- und Sozialwissenschaften 9 Institute, 28 Professuren
  - Bildungs- und Erziehungswissenschaften
  - Geschichtswissenschaft
  - Psychologie
- Fakultät für Wirtschafts- und Sozialwissenschaften 19 Institute, 38 Professuren
  - Betriebswirtschaftslehre
  - Volkswirtschaftslehre
  - Politikwissenschaft
  - Anteile Wirtschaftsingenieurwesen

Anmerkungen:
1. Der Studiengang Wirtschaftsingenieurwesen ist aufgrund seiner Mischform keiner Fakultät zuzuordnen, jedoch hat sich die Federführung in der Fakultät für Elektrotechnik etabliert. Der Prüfungsausschuss setzt sich paritätisch aus Mitgliedern der drei beteiligten Fachbereiche zusammen
2. Das im Folgenden erwähnte „ISA-Modul“ (ISA = Interdisziplinäre Studienanteile) ist in keiner Fakultät angesiedelt. Seine Lehrangebote werden aus allen Fakultäten gespeist. Sämtliche ISA-Lehrveranstaltungen werden von einem Wissenschaftlichen Mitarbeiter in Zusammenarbeit mit den Hochschullehrern der vier Fakultäten koordiniert.

### Studierendenbereich

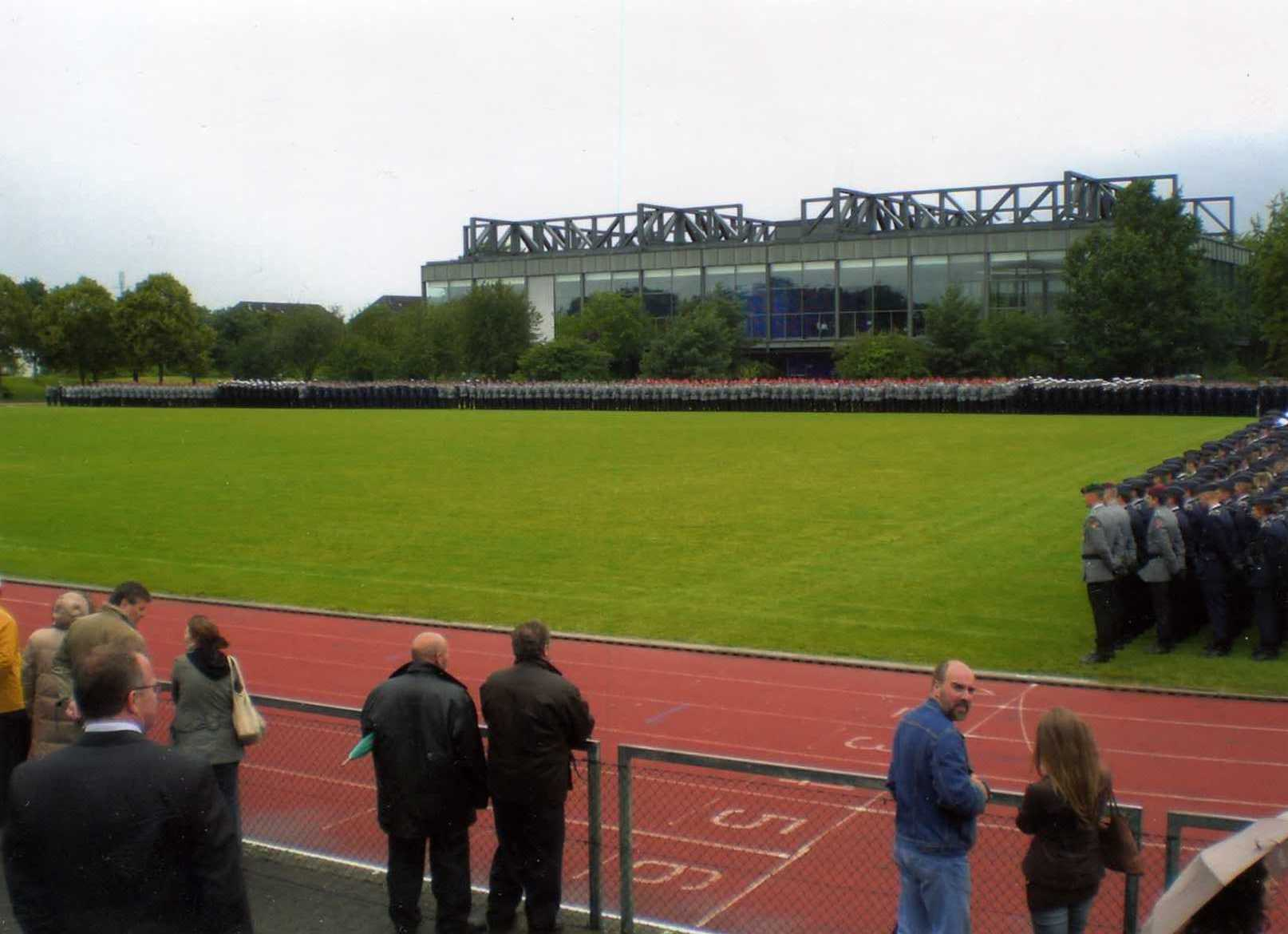
Leutnantsbeförderung 2007

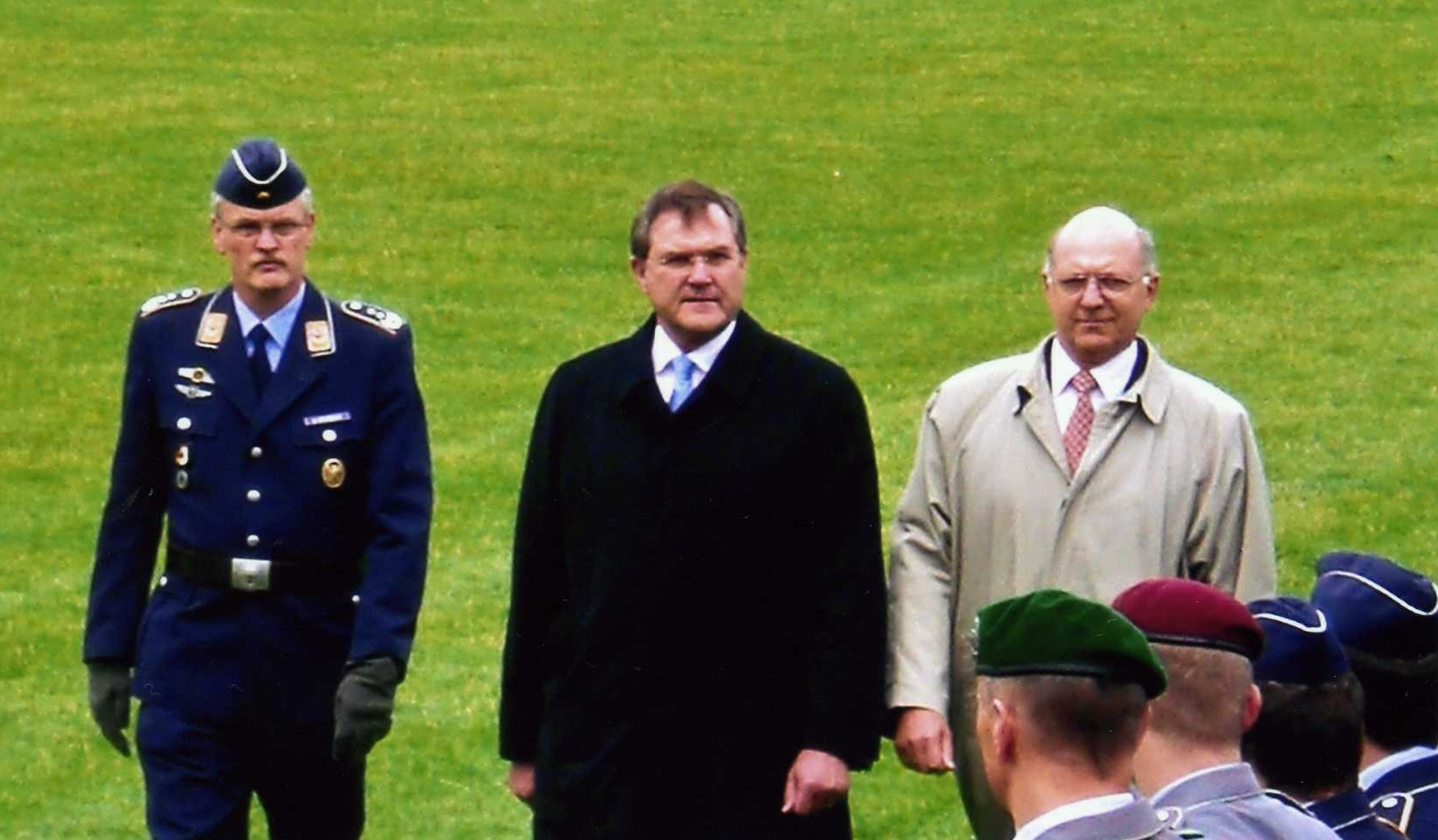
Abschreiten der Front Juni 2007 HSU

Der Studierendenbereich (StudBer) ist der militärische Verband für die studierenden Soldaten der HSU/UniBw H. In diesem Verband sind die studierenden Offiziere und Offizieranwärter der Universität und der Stab des Studierendenbereichs organisatorisch zusammengefasst. Leiter des Studierendenbereichs ist ein Offizier im Dienstgrad Oberst oder Kapitän zur See, seit 2025 Oberst Roman Lau.
Aufgabe des StudBer ist die Unterstützung der studierenden Soldaten, die truppendienstlich und organisatorisch im StudBer zusammengefasst sind. Im Einzelnen erledigt der StudBer alle Angelegenheiten in den Bereichen der militärischen Aus- und Weiterbildung, Fürsorge, Betreuung sowie Personalbearbeitung. Er führt die allgemeine militärische Ausbildung durch (Unterrichte, praktische militärische Ausbildung, Teilstreitkraftinformation) und unterstützt bei der Durchführung der zusätzlichen militärischen Ausbildung (freiwillige Teilnahme an Truppenübungen, Schieß- und Gefechtsausbildung).
Der Studierendenbereich umfasst neben dem Stab drei „Studierendenfachbereiche“ (SFB). Diese werden von einem Offizier im Dienstgrad Oberstleutnant oder Fregattenkapitän geführt.
Studierendenfachbereich A
- Maschinenbau, Elektrotechnik, Logistik, Bauingenieurwesen, Engineering Science und Wirtschaftsingenieurwesen[9]

Studierendenfachbereich B
- Bildungs- und Erziehungswissenschaften, Geschichte, Psychologie[10]

Studierendenfachbereich C
- Politikwissenschaften, Betriebs- und Volkswirtschaftslehre[11]

Zumeist nach Studiengängen und Jahrgängen sortiert, hat ein Studierendenfachbereich mehrere Studierendenbereichsgruppen (SFBG), welche von einem Hauptmann oder Kapitänleutnant geführt werden. Der SFB A umfasst 5 Gruppen, SFB B 7 Gruppen und SFB C 8 Gruppen.
Die militärischen Vorgesetzten des StudBer üben gegenüber den studierenden Soldaten die Disziplinarbefugnis aus. Sie sind verantwortlich für die Führung, militärische Ausbildung und Erziehung der ihnen unterstellten Soldaten. Der Studierendenfachbereichsgruppenleiter hat die Disziplinarbefugnis eines Kompaniechefs (Stufe I), der Studierendenfachbereichsleiter die eines Bataillonskommandeurs (Stufe II) und der Leiter Studierendenbereich die eines Regimentskommandeurs (Stufe III).
Im Zuge der Ausbildungsumstellung im Heer und der damit verbundenen höheren Studentenzahl in den Jahren 2007 und 2008 wurden für den Zeitraum von 2007 bis 2011 je Studierendenfachbereich zwei weitere Gruppenleiter eingesetzt, wodurch sich die Anzahl von 4 auf 6, bzw. von 6 auf 8 für SFB C, erhöhte. Die Betreuungsdichte liegt momentan bei rund 100 bis 120 studierenden Offizieren/Offizieranwärtern je Studierendenfachbereichsgruppenleiter.
Bis zum 14. Dezember 2013 hieß der StudBer Studentenbereich, die SFB Studentenfachbereiche und die SFBG Studentenfachbereichsgruppen.
| Dienstgrad/Name               | Amtszeit  |
| ----------------------------- | --------- |
| Oberst Cord Friedrich Schwier | bis 2004  |
| Oberst Ingo Feder             | 2004–2006 |
| Oberst Axel Schmidt           | 2006–2009 |
| Oberst Uwe Hartmann           | 2009–2013 |
| Oberst Lothar Dobschall       | 2013–2018 |
| Oberst Bjarne Krause          | 2018–2020 |
| Oberst Maximilian Olboeter    | 2020–2023 |
| Oberst Norbert Rahn           | 2023–2024 |
| Oberst Roman Lau              | seit 2025 |

### Studienablauf
Das Studienjahr an der HSU/UniBw H beginnt grundsätzlich zum 1. Oktober eines Jahres. In der Regel werden die Offiziere und Offizieranwärter bereits in der Woche vor dem 1. Oktober an die Universität versetzt. Hier findet zunächst eine Orientierungswoche statt, in der sich die Soldatinnen und Soldaten in ihren Unterkünften einrichten und erste Informationen zum Studium an der HSU/UniBw H von den älteren Kommilitonen erhalten.
Im Gegensatz zur in Deutschland üblichen Semesterstruktur ist ein Studienjahr an der HSU/UniBw H in Trimester eingeteilt, was heißt, dass nicht in Winter-/Sommersemestern, sondern in drei jeweils dreimonatigen Herbst-/Winter-/Frühjahrstrimestern gerechnet wird. Das Sommerquartal (1. Juli bis 30. September) ist vorlesungsfrei. Hier sind Praktika abzuleisten, Jahresurlaub zu nehmen oder gegebenenfalls nicht bestandene Prüfungen nachzuholen.
Prüfungen werden grundsätzlich am Ende eines jeden Vorlesungstrimesters geschrieben und beinhalten den im vergangenen Vierteljahr behandelten Stoff. In wenigen Fällen kommt es vor, dass am Trimesterende die Lehrinhalte von mehreren Trimestern abgeprüft werden. Zum Zwecke der Prüfung können ab Mitte Dezember, Ende März und Ende Juni jeweils ein bis zwei Wochen lehrveranstaltungsfrei gehalten werden. Eventuelle Nachprüfungen für die Fakultät Wirtschafts- und Sozialwissenschaften finden im September, also im vorlesungsfreien Zeitraum, statt.
Die Höchststudiendauer für Bachelor- und Masterstudium beträgt vier Jahre, das heißt spätestens am 30. September des vierten Studienjahres muss die Abschlussarbeit für das Master-Studium endgültig eingereicht sein. Eine Verlängerung der Studienzeit über vier Jahre hinaus ist nur mit Einverständnis der jeweiligen Personalführung im Bundesamt für das Personalmanagement der Bundeswehr (BAPersBw) möglich und auch nur, wenn dem Soldaten von Seiten der Universität attestiert wird, dass in absehbarer Zeit mit dem Studienerfolg zu rechnen ist.
Im Rahmen der Immatrikulationsfeier wird an die Jahrgangsbesten eines jeden Studiengangs der vom Hamburger Kaufmann Johann Max Böttcher gestiftete Böttcher-Preis verliehen.
Einige studierte Offiziere kehren als Wissenschaftliche Mitarbeiter oder Doktoranden an ihre Alma Mater zurück.

### Zentrale Einrichtungen

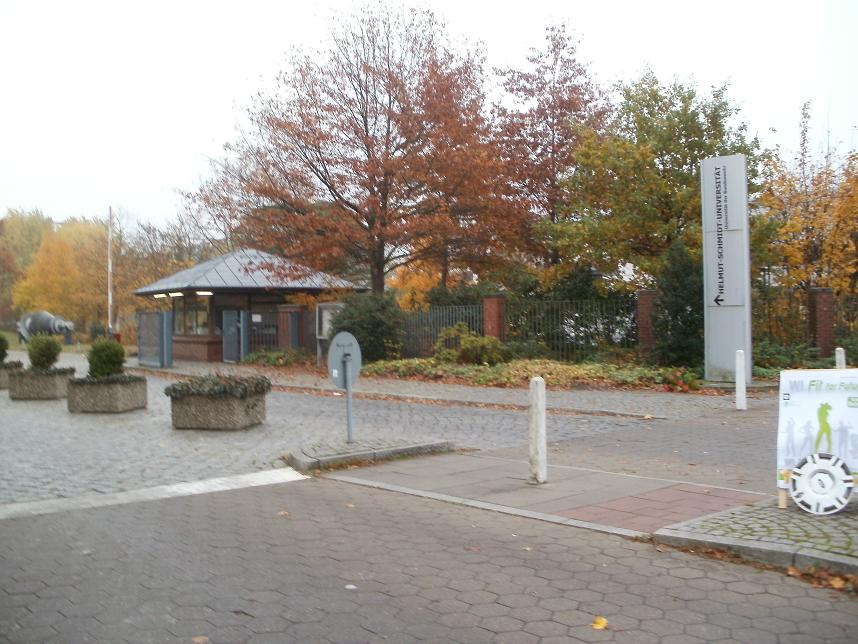
Haupttor der Helmut-Schmidt-Universität

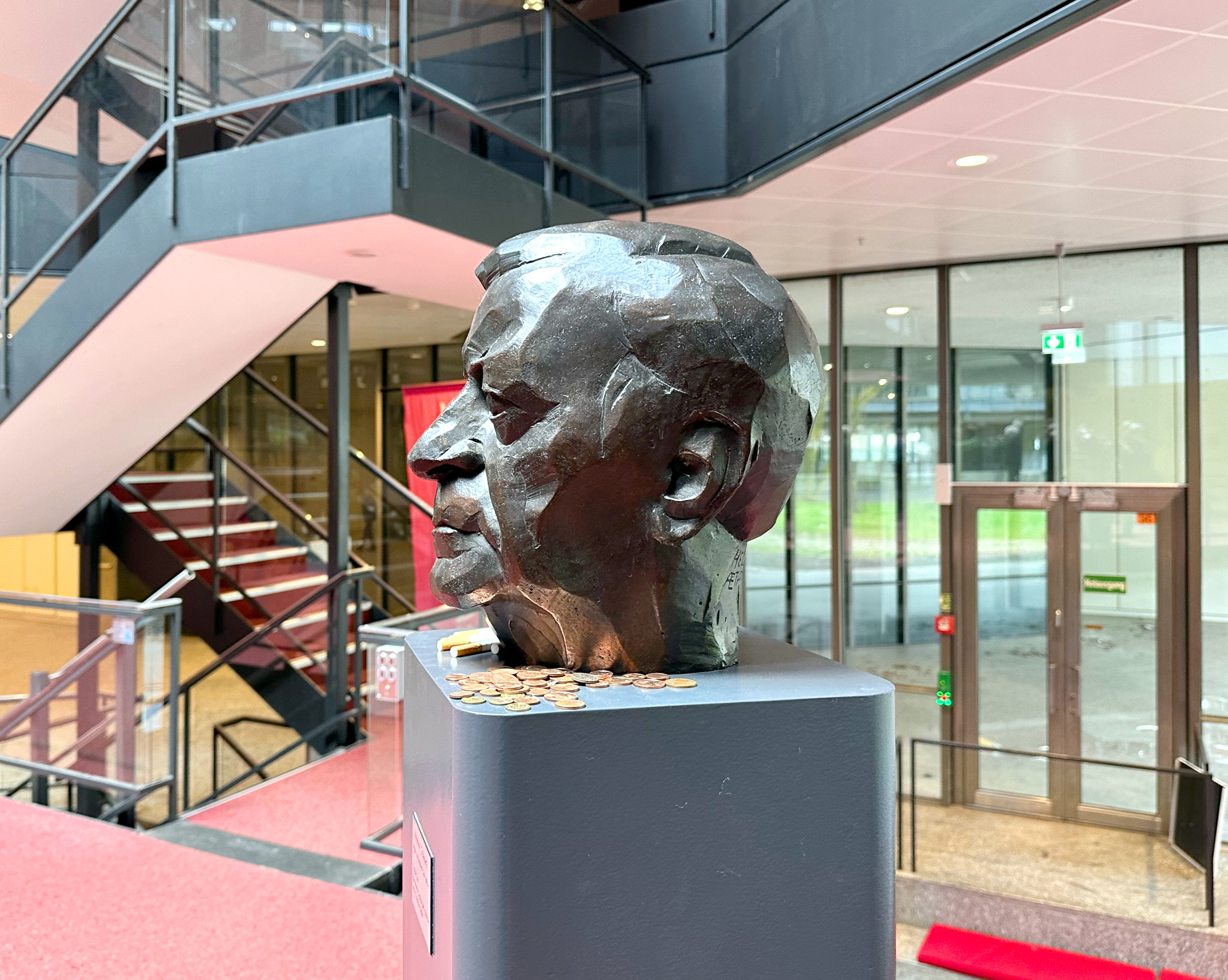
Büste von Helmut Schmidt auf dem „Roten Platz“, einem zentralen Punkt im Hauptgebäude

Die Universität unterhält einige zentrale Einrichtungen. Hierzu gehören unter anderem das Rechenzentrum, das Sprachenzentrum, das Medienzentrum, das Zentrum für technologiegestützte Bildung (ZTB) sowie das Zentrum für Wissenschaftliche Weiterbildung (ZWW).

#### Zentrum für Wissenschaftliche Weiterbildung (ZWW)
Seit 2013 ist das Zentrum für Wissenschaftliche Weiterbildung (ZWW) an der HSU/UniBw H für die Organisation und das Angebot von Weiterbildungsstudiengängen und Zertifikatsprogrammen verantwortlich.

#### Universitätsbibliothek der Helmut-Schmidt-Universität/Universität der Bundeswehr Hamburg
Eine weitere zentrale Einrichtung ist die Universitätsbibliothek der Helmut-Schmidt-Universität. Sie gehört laut dem Bibliotheksranking Bibliotheksindex (BIX) seit Jahren zu den besten Bibliotheken in Deutschland. Die Bibliothek hat die vorrangige Aufgabe, die akademische Lehre und die Forschung an der HSU/UniBw H zu unterstützen, ist aber auch der allgemeinen Öffentlichkeit frei zugänglich.

## Geschichte
| Name                        | Beginn der Amtszeit | Ende der Amtszeit |
| --------------------------- | ------------------- | ----------------- |
| Thomas Ellwein              | 1974                | 1976              |
| Hans Georg Wäßerling        | 1977                | 1977              |
| Horst Sanmann               | 1977                | 1984              |
| Horst H. Homuth             | 1984                | 1991              |
| Gerhard Strunk              | 1991                | 1998              |
| Hans-Georg Schultz-Gerstein | 1998                | 2004              |
| Hans Christoph Zeidler      | 2004                | 2010              |
| Wilfried Seidel             | 2010                | 2018              |
| Klaus Beckmann              | 2018                | –                 |

### Gründung
Am 11. Juni 1970 gab Bundesverteidigungsminister Helmut Schmidt einen Erlass zur Bildung einer Kommission zur Neuordnung der Ausbildung und Bildung in der Bundeswehr unter Vorsitz von Thomas Ellwein heraus. Die berufene Kommission legte am 17. Mai 1971 dem Bundesverteidigungsminister Schmidt das Gutachten vor. Es sah vor, dass Offizieranwärter mit einer Verpflichtungszeit von mindestens zwölf Jahren künftig ein dreijähriges Studium an einer Hochschule der Bundeswehr absolvieren sollen. Am 29. Juni 1972 stimmte das Bundeskabinett der Einrichtung von Hochschulen der Bundeswehr zu. Die Bundesregierung schloss dementsprechend am 3. Oktober 1972 ein Abkommen mit der Freien und Hansestadt Hamburg und der Bundesregierung über die Einrichtung einer wissenschaftlichen Hochschule für die Ausbildung von Soldaten der Bundeswehr. Am 16. Oktober 1972 und am 2. Januar 1973 folgten die Erlasse der Gründungsausschüsse für die Hochschulen der Bundeswehr in Hamburg und München. Am 14. Februar und am 4. April 1973 stimmte der Verteidigungsausschuss des Deutschen Bundestages den Errichtungen zweier Hochschulen zu.

### Hochschule der Bundeswehr Hamburg
Am 5. Juli 1973 wurde die Hochschule der Bundeswehr Hamburg offiziell aufgestellt. Die Aufnahme des Lehrbetriebes an den beiden Hochschulen der Bundeswehr in Hamburg und München erfolgte zum 1. Oktober 1973 mit den ersten 297 Studenten. In Hamburg begannen 300 Soldaten ihr Studium. Am 30. September 1976 verließen die ersten Absolventen die Hochschulen. 1978 erhielt die Universität das Promotions- und Habilitationsrecht. Das zentrale Lehrgebäude, die Mensa, die Werkhalle und das technische Versorgungsgebäude entstanden nach Entwürfen von Heinle Wischer. Nach fünf Jahren Bauzeit wurde 1975 das Hauptgebäude H1 und die Mensa eingeweiht; 862 Studentenwohnungen waren bezugsfertig.

### Universität der Bundeswehr Hamburg
Im Jahr 1985 wurde die Hochschule der Bundeswehr Hamburg in Universität der Bundeswehr Hamburg (UniBw Hamburg) umbenannt. 2001 kamen die ersten weiblichen Studenten an die Universität und 2002 die ersten zivilen Stipendiaten.

### Helmut-Schmidt-Universität/Universität der Bundeswehr Hamburg
Im Dezember 2003 – also noch zu Schmidts Lebzeiten – wurde sie nach Beschluss durch ihren Akademischen Senat und Genehmigung durch den Bundesminister der Verteidigung in „Helmut-Schmidt-Universität/Universität der Bundeswehr Hamburg“ umbenannt. Damit sollen die Verdienste von Helmut Schmidt gewürdigt werden, der sich Anfang der 1970er Jahre als Bundesverteidigungsminister für die wissenschaftliche Ausbildung von Offizieren eingesetzt hatte. Im Zuge der Umbenennung wurde ihm die Ehrendoktorwürde verliehen, eine an den Universitäten der Bundeswehr sehr seltene Auszeichnung. Der 2007 begonnene Studienjahrgang war der erste, der durch den Bologna-Prozess ein Bachelor- und Master-Studium absolvierte. Die ersten akademischen Grade als Master of Arts und Master of Science wurden 2011 vergeben.
Seit 2017 steht das Gelände der Universität unter Ensembleschutz.

## Schwerpunkte in der Forschung
Im Fachbereich Maschinenbau liegt einer der Forschungsschwerpunkte auf dem Gebiet der Fahrzeugtechnik. Sieben Professuren arbeiten gemeinsam an Projekten aus diesem Bereich, der
- Akustik
- Antriebe
- CAE-Methoden
- Fahrwerk
- Produktionstechnik und
- Simulatoren

umfasst.
So wird zum Beispiel in Zusammenarbeit mit der Industrie an der Entwicklung eines hybriden Antriebssystems für Flurförderzeuge geforscht.
Am Fachbereich Elektrotechnik wird u. a. auf Gebieten der Nachrichtentechnik geforscht, hier beschäftigt man sich zum Beispiel eingehend mit
- Audiocodierungen,
- drahtlosen Übertragungssystemen,
- Videoerkennungssystemen.

Der Fachbereich Bildungs- und Erziehungswissenschaften legt seine Schwerpunkte auf das Gebiet der Berufs- und Betriebspädagogik, die Erwachsenenbildung sowie auf Geschichte. Die Einführung eines bundesweit einheitlichen Deutschen Qualifikationsrahmens im Kontext des Europäischen Qualifikationsrahmens ist maßgeblich auf die Mitarbeit der Professur für Berufs- und Betriebspädagogik in der Arbeitsgruppe des Bundesministeriums für Bildung und Forschung durch Fachberatung und wissenschaftliche Unterstützung zurückzuführen.
Im Fachbereich Wirtschafts- und Organisationswissenschaften liegen Schwerpunkte der Forschungsbestrebungen u. a. auf der Betriebs- und der Volkswirtschaftslehre sowie der Politikwissenschaften. Die Universität ist wissenschaftlicher Partner des Hamburgischen Weltwirtschaftsinstituts (HWWI).

## German Institute for Defence and Strategic Studies
Das German Institute for Defence and Strategic Studies (GIDS) ist die Denkfabrik für die Zukunft der Bundeswehr. Es ist als Kooperation der Führungsakademie der Bundeswehr und der HSU/UniBw Hamburg konzipiert.
Das GIDS soll eine Brücke zwischen der Grundlagenforschung an der HSU/UniBw Hamburg und der Bearbeitung von militärfachlichen Fragestellungen an der FüAkBw bilden. HSU/UniBw Hamburg und GIDS sind über das „Netzwerk für interdisziplinäre Konfliktanalysen“ (NIKA) an der Fakultät für Wirtschafts- und Sozialwissenschaften angebunden.
Das Institut wurde am 30. Juni 2018 durch die damalige Bundesministerin der Verteidigung Ursula von der Leyen gegründet.

## Persönlichkeiten und Alumni
- Helmut Schmidt (1918–2015), Verteidigungsminister und Bundeskanzler, Hanseat, Namensgeber und Ehrendoktor der Universität
- Johann Max Böttcher (1920–2014), Hamburger Kaufmann und Ehrensenator der HSU, Stifter des Böttcher-Preises für die Studienbesten jedes Jahrgangs und langjähriger Förderer der Universität
- Ingo Schultz (* 1975), Hauptmann der Heeresfliegertruppe, Dipl.-Ing. der Elektrotechnik, Vizeweltmeister und Europameister im 400-Meter-Lauf
- Timo Schaffeld (* 1996), Oberleutnant der Luftwaffe (Bundeswehr), M.Sc. Wirtschaftsingenieurwesen, Altersklassenweltmeister AK 18–24 Ironman Hawaii 2018

## Campus und Studentenleben
Bei dem Campusgelände sowie den Wohnbereichen handelt es sich um militärische Bereiche; das bedeutet, das Betreten durch Nicht-Angehörige der Streitkräfte ist nicht gestattet, wird jedoch geduldet. Diese Erlaubnis kann jederzeit, etwa bei Inkrafttreten einer höheren Alarmstufe, widerrufen werden.
Seit Januar 2024 ist das Gelände der Helmut-Schmidt-Universität/Universität der Bundeswehr Hamburg ein Militärischer Sicherheitsbereich. Die baulichen Maßnahmen für die Umsetzung haben 2021 begonnen.

### Unterbringung
Der Campus der HSU/UniBw H im Hamburger Bezirk Wandsbek gliedert sich aktuell in drei Bereiche.
Der Studienbetrieb findet in der Liegenschaft „Douaumont-Kaserne (Helmut-Schmidt-Universität)“ am Holstenhofweg in Hamburg-Jenfeld statt. Hier befinden sich die Hochschulleitung und -verwaltung, sämtliche Institute und Fakultäten, der Hörsaal- und Laborbereich sowie die Zentralen Einrichtungen; weiterhin Sporteinrichtungen, die Mensa und der Stab des Studentenbereichs. Studierende der Ingenieurwissenschaften sind hier ebenfalls in zehn, zum großen Teil modern eingerichteten Unterkunftsgebäuden untergebracht. Das von Heinle, Wischer und Partner von 1973 bis 1978 geplante und gebaute Gebäudeensemble mit Hochschulgebäude (Hauptgebäude), Mensa, Grünanlage, Werkhalle und zentraler Versorgungsanlage steht seit 2017 unter Denkmalschutz.
Etwa einen Kilometer südwestlich, sind die Unterkünfte für die Studierenden der Fakultäten für Geistes- und Sozialwissenschaften sowie für Wirtschafts- und Sozialwissenschaften und außerdem der Sanitätsbereich. Diese befinden sich in der Liegenschaft „Hanseaten-Bereich“ (bis 1964 Litzmann-Kaserne) im Bezirk Hamburg-Mitte, Stadtteil Hamburg-Horn.
Ein dritter – kurzfristig aufgebauter – Wohnbereich befindet sich seit 2007 an der nahe gelegenen Jenfelder Allee in der ehemaligen Lettow-Vorbeck-Kaserne und sollte nach ursprünglicher Planung nach einem Aufwuchs für den Studentenjahrgang 2008 bis Ende 2010 genutzt werden. Nach mehrfacher Verlängerung wird er jedoch bis voraussichtlich Ende 2017[veraltet] vollständig genutzt werden. Weiterhin wurden von 2007 bis Ende 2010 Wohnungen des freien Wohnungsmarktes angemietet, um die bestehende „Studentenüberlast“ abzufedern. Die außergewöhnlich starken Studierendenjahrgänge 2007 und 2008 waren durch eine Veränderung der Ausbildung der Offiziere des Heeres, die die Masse der Studenten stellen, bedingt. Jedem Studierenden steht nach Möglichkeit ein Einzelzimmer mit einer Größe zwischen 14 und 20 m² zur Verfügung, zum großen Teil mit integrierter Nasszelle/Toilette. In der Phase der Studentenüberlast waren aber auch kurzzeitige Doppelbelegungen in entsprechend großen Zimmern unvermeidbar. Aktuell beträgt die Zahl der Unterkunftsplätze 1911. Gekocht wird in den zum großen Teil modern eingerichteten Gemeinschaftsküchen, hier findet auch das soziale Leben zwischen Studium und Freizeitgestaltung statt. Eine weitere Anlaufstelle für Studierende und Universitätsangehörige ist das gegenüber dem Campus gelegene Casino, die Offizierheimgesellschaft der HSU e. V.

### Finanzierung
Während des Studiums werden die studentischen Soldatinnen und Soldaten entsprechend ihrem Dienstgrad und ihrem Dienstalter gegebenenfalls zuzüglich Orts- und Familienzuschläge besoldet. Eine Unterkunftspauschale ist für die Stube in den Wohnbereichen zu entrichten, diese entfällt, wenn der Student eine private Wohnung außerhalb des Universitätsgeländes bezieht und den Status eines „Heimschläfers“ anerkannt bekommt.

## Freizeitbetätigung
Aufgrund des engen Studienplans ist es für die Studierenden oftmals nicht einfach, Freizeitbetätigungen nachzugehen. Viele Interessengemeinschaften und Arbeitsgemeinschaften ermöglichen in Vereinsatmosphäre Freizeitbeschäftigungen. Auf dem Campus befinden sich, wie in vielen Kasernen der Bundeswehr, eine Sporthalle sowie ein Sportplatz mit wettkampffähiger Tartanbahn. Weiterhin steht eine Schwimmhalle zur Verfügung.
Jährlich findet zur Begrüßung des neuen Studentenjahrganges als große Festivität die Trimesteranfangsfeier (TAF) statt. Sie wird von den Mitgliedern des Studentischen Konvents – der Studierendenvertretung an der HSU/UniBw H – veranstaltet. Die TAF bietet den Studenten des ersten Trimesters die Möglichkeit des gegenseitigen Kennenlernens.
Weitere Veranstaltungen werden in den jeweiligen Fakultäten veranstaltet.

## Sonstiges
In der Regel bedingt seit dem Einstellungsjahr 2008 ein Studium an der Helmut-Schmidt-Universität eine mindestens dreizehnjährige Verpflichtungszeit in der Laufbahn der Offiziere der Bundeswehr, um den speziellen zeitlichen Anforderungen der Bachelor/Master-Studiengänge gerecht zu werden. Um in diese Laufbahn übernommen zu werden, ist ein dreitägiges Auswahlverfahren am Assessmentcenter für Führungskräfte der Bundeswehr (ACFüKrBw) in Köln erfolgreich zu absolvieren. Je nachdem, welche Teilstreitkraft und Truppengattung Bewerbungsziel ist, wird die jeweils vorgesehene militärische Ausbildung durchlaufen, bevor eine Versetzung an die Universitäten der Bundeswehr erfolgt. Der akademische Abschnitt ist seit 1973 ein fester Bestandteil der Offizierausbildung.
Als schulische Voraussetzung ist eine allgemeine Hochschulzugangsberechtigung notwendig, die im Geltungsbereich des Hamburgischen Hochschulgesetzes (HmbHG) vom 18. Juli 2001 anerkannt ist.

## Trivia
Der Truppenmarsch der Universität ist der Marsch „Gruß an Hamburg“ des Komponisten Manfred Peter.

## Zukunft
Der Campus soll nach Plänen von h4a Gessert + Randecker Architekten unter Berücksichtigung des Denkmalschutzes umgebaut und erweitert werden. Der im Juni 2022 ausgewählte Siegerentwurf des Planungswettbewerbs soll zu einem Masterplan weiterentwickelt werden. Vorgesehen ist unter anderem ein fünfgeschossiger Bibliotheksneubau in der Campusmitte. Die Fertigstellung wird nicht vor 2033 erfolgen.